# Gizo
Gizo è un centro abitato sull'omonima isola dell'arcipelago della Nuova Georgia nelle isole Salomone, situato nella Provincia Occidentale, della quale è il capoluogo.